# 藻璧門院少将

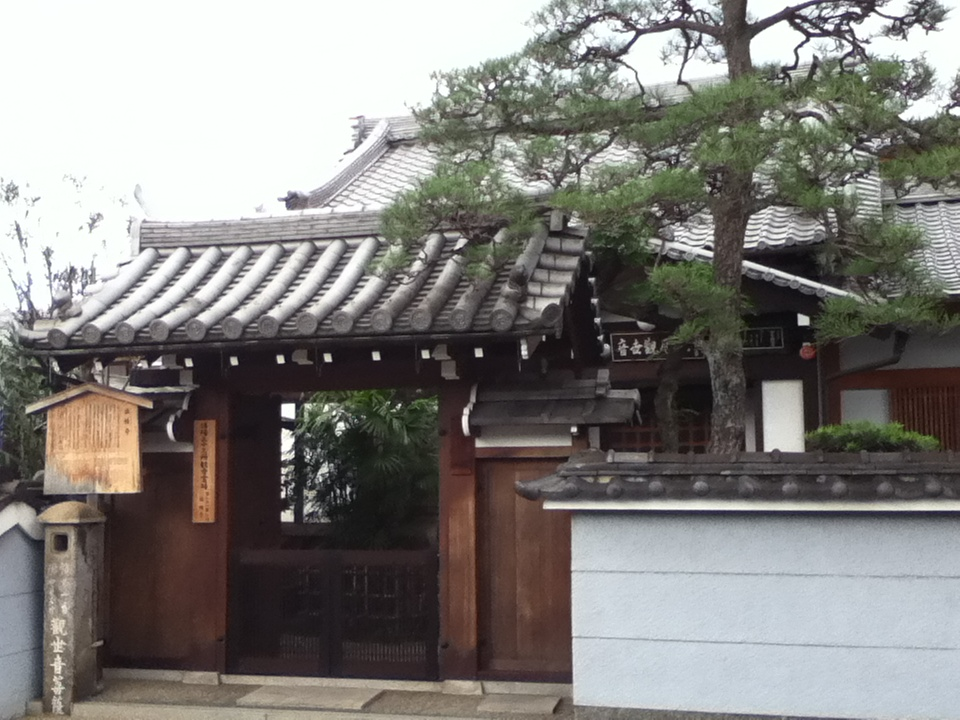
今日の法性寺（京都市東山区）

藻璧門院少将（そうへきもんいんの しょうしょう、生没年不詳）は、鎌倉時代初期に活躍した女流歌人。新三十六歌仙と女房三十六歌仙の一人。勅撰歌人・藤原信実の次女。弁内侍（後深草院弁内侍）と後深草院少将内侍の姉にあたる。
朝を告げる雄鶏の鳴き声に一夜を共にした男女のしばしの別れのつらさを代弁させた「己が音」の恋歌が絶賛されたことでその名を馳せた。この代表作によって彼女は己が音の少将（おのがねの しょうしょう）の異名を取るにいたった。
なお二字目の「ヘキ」は「完璧」の「璧」（下のつくりが「玉」）が正しい字だが、「岸壁」の「壁」（下のつくりが「土」）を用いた「藻壁門院少将」とした文献も古来より非常に多く見られるため注意を要する。

## 来歴
寛喜元年（1229年）頃から後堀河天皇の女御・九条竴子の女房として出仕する。竴子はその翌年中宮に冊立され、翌寛喜3年（1231年）に第一皇子・秀仁親王を出産、翌貞永元年には早くもこの秀仁が即位（四条天皇）して国母となる。翌年4月に院号宣下あって藻璧門院と号すが、同年9月に皇子を難産の末に死産した上、自身も産後の肥立ちが悪く後を追うように落命してしまう。この女院が崩じた後に少将は出家し、旧法性寺跡に移り住んでその余生を過ごした。
藻璧門院少将は『新勅撰和歌集』以後の十三代集や歌合の記録にその作品を残している。死没年は不詳ながら、建治2年（1276年）の『現存卅六人詩歌』にその名が挙げられていることから、その時点ではまだ存命していたことが確認でき、したがって仮に竴子に女房として出仕を始めたのが17歳の時だったとしても、少将は少なくとも還暦を過ぎる年齢にはなっていたことがわかる。

## 「己が音」の恋歌
暁を知らせる鶏鳴（けいめい）はまた、同衾する男女の一夜の契りの終りをも告げる。名残惜しい朝の別れ、そのつらい刻限を自分の鳴き声が告げていることなど、あの鶏は知るよしもないのだろう。どこか愚痴っぽいようでさばけてもおり、その感性はけだるいようで冷めてもいる。感情のほとばしりを「つらき」の一語で済ませておきながら、この淡々とした歌は少将が恋人と懇ろな一夜を過ごしていたであろうことを示唆して止まない。そこにコケコッコーが聞こえ、もう朝かと我に還る。そんな時にふと人が思うこと、それは高尚な恋愛の哲学でも低俗な愛欲の発露でもなく、実際にはやはりこうした何でもないようなことだろう。この一見恋歌とは無縁に思える鶏鳴についての漠然とした思いを述べることで、少将はこの一首に普遍の現実味を付加させているともに、それによって婉曲に表現した恋人との関係には得も言われぬ思慕の情念を醸し出すことにも成功している。歌自体は平明で、その趣向はどこまでも枯淡だが、それ故にこの歌は鑑賞する者の想像力を掻き立てて止まないのである。
この一首は、後堀河天皇の関白だった九条教実が企画した『関白左大臣家百首』に少将が恋歌として詠進したものだったが、これを見た藤原定家は甚く感じるところがあってこれを賞賛した。その趣向が自身の晩年の趣向と合致したのだろう、当時後堀河天皇の下命により撰者として『新勅撰和歌集』の編纂にあたっていた定家は、この歌をすぐにそれに選入している。

## 逸話
藤原定家の思い入れ
少将の歌才に惚れ込んだ定家は、それから5年を経た嘉禎3年（1237年）に数え76の老体に鞭打って自ら『古今和歌集』20巻1111首を筆写し、その末尾に「歌道にたいへんご堪能な少将殿には甚く感じ入るところがありました。そこで、今や私は盲人同然なのですが、そんなことを顧みもせずにまた筆をとり、こうしてなんとかこれを書き終えることができました。何かの折にご覧いただければと思い貴殿に進呈するものです」といった意味の奥書を入れて、これを少将に贈呈したことが知られている。この話は南北朝時代の僧で歌人の頓阿がその随筆『井蛙抄』の中で紹介しているものだが、その頓阿自身も、藤原信実の三人娘は皆優れた歌人だが、中でも藻璧門院少将は「特に秀逸」だとこれを格段に賞賛している。ちなみに定家は『新勅撰和歌集』に少将の歌を6首、頓阿ものちに自らが撰者をつとめた『新拾遺和歌集』に少将の歌を2首、それぞれ選入している。

平親清娘の憧憬
極楽寺流北条氏の被官で六波羅探題の評定衆を30年の長きにわたって務めた佐分親清（平親清）は、また歌人としてもその名を知られた武士だった。その親清の娘がある日のこと、あの有名な「己が音の少将」に是非ともお目にかかりたいと、わざわざ法性寺跡に少将を訪ねてきた。しかし障子越しに応待した少将は、せっかくここまで訪ねにきてくださり、和歌の道にもご熱心なようなのでお会いしてもよいのですが、「己が音」の印象とは違った年老いた姿をお見せして幻滅させてしまってもいけませんし、と逡巡して結局対面は叶わなかったという。この逸話は、江戸時代中期の俳人・斯波園女が享保3年（1718年）に剃髪する際に老境の思いを綴った一文の中で引用されている。

松尾芭蕉の諧謔
斯波園女は最晩年の松尾芭蕉に師事したことがある蕉門の俳人だが、その芭蕉が元禄3年（1690年）に近江蕉門の俳人・智月尼を琵琶湖畔の膳所に訪ねた際、芭蕉は智月尼を少将に見立てて「己が音の少将は晩年この辺りの近くに隠棲していたそうだ」と二人で語り合ったことを一句に詠んでいる。出家後の少将は京都東山の法性寺跡に暮らしたことが知られているが、大津から逢坂関を通って山科に入り滑石越の間道から東山に入る最短路を歩いたとしても、膳所から東山へは少なくとも半日から丸一日はかかる距離があり、とてもこの辺りと呼べるような近さではない。そこにはこの前年に「奥の細道」の大紀行で諸国を歩き廻った芭蕉ならではの余人とは尺度が異なる地理感覚を読み取ることができるが、それをまた一句に詠んでしまうという芭蕉の諧謔性に富んだ一面も垣間見えて興味深い。いずれにしても、己が音の少将は江戸時代になっても折につけ俳人たちの話題となる存在であり続けていた。

死せる少将の面目
『続千載和歌集』には、少将が死後に他人の夢の中に現れて詠んだという歌を、伝え聞いた妹の弁内侍が後日歌会で披露して参加者にこの少将の「歌の心」を詠ませた際に、山本入道前相国（洞院公守）が詠んだ一句が採られている。物故者の作品が後代の歌集に選入されるのは勅撰集の常だが、ここまで手の込んだ設定で亡き一歌人の名を捻りだすというのも珍しい。

## 作品

### 勅撰集
藻璧門院少将の歌は、勅撰和歌集の十三代集に計60首が採録されている。
|             |    | 勅撰集             | 詠人名       | 採録歌 |
| ----------- | -- | ------------------ | ------------ | ------ |
|             |    |                    |              |        |
| 十 三 代 集 | 09 | 『新勅撰和歌集』   | 中宮少将     | 06首   |
| 十 三 代 集 | 10 | 『続後撰和歌集』   | 藻璧門院少将 | 05首   |
| 十 三 代 集 | 11 | 『続古今和歌集』   | 藻璧門院少将 | 11首   |
| 十 三 代 集 | 12 | 『続拾遺和歌集』   | 藻璧門院少将 | 10首   |
| 十 三 代 集 | 13 | 『新後撰和歌集』   | 藻璧門院少将 | 08首   |
| 十 三 代 集 | 14 | 『玉葉和歌集』     | 藻璧門院少将 | 02首   |
| 十 三 代 集 | 15 | 『続千載和歌集』   | 藻璧門院少将 | 08首   |
| 十 三 代 集 | 16 | 『続後拾遺和歌集』 | 藻璧門院少将 | 03首   |
| 十 三 代 集 | 17 | 『風雅和歌集』     | –            | –      |
| 十 三 代 集 | 18 | 『新千載和歌集』   | 藻璧門院少将 | 02首   |
| 十 三 代 集 | 19 | 『新拾遺和歌集』   | 藻璧門院少将 | 02首   |
| 十 三 代 集 | 20 | 『新後拾遺和歌集』 | 藻璧門院少将 | 02首   |
| 十 三 代 集 | 21 | 『新続古今和歌集』 | 藻璧門院少将 | 01首   |
|             |    |                    |              |        |
| 計          | 計 | 計                 | 計           | 60首   |

### 定数歌・歌合
| 催事                       | 時期                     | 詠人名       | 備考                                            |
| -------------------------- | ------------------------ | ------------ | ----------------------------------------------- |
| 石清水若宮歌合             | 寛喜4年（1232）3月25日   | 女房少将     | 藤原親氏と組み合い、負1・持2                    |
| 洞院摂政家百首             | 貞永元年（1232）         | 少将         |                                                 |
| 光明峰寺入道摂政家十首歌合 | 貞永元年（1232）7月      | 中宮少将     | 正三位知家（藤原知家）と組み合い、勝2・負4・持4 |
| 名所月歌合                 | 貞永元年（1232）8月15夜  | 中宮少将     | 一条頼氏と組み合い、勝2・負1                    |
| 河合社歌合                 | 寛元元年（1243）11月17日 | 藻璧門院少将 | 沙弥円空（園基氏）と組み合い、勝1・持2          |
| 光明峰寺入道摂政家秋丗首歌 | 寛元3年（1245）          | 藻璧門院少将 |                                                 |
| 春日若宮社歌合             | 寛元4年（1246）12月      | 藻璧門院少将 | 二条資季と組み合い、勝1・負1・持1               |

### 私家集
伝存しない。

## 補注